# 14 Andromedae
14 Andromedae, chiamata anche Veritate, è una stella gigante gialla di magnitudine 5,22 situata nella costellazione di Andromeda. Dista 249 anni luce dal sistema solare e, nel 2008, è stato scoperto un pianeta gioviano orbitante attorno ad essa.

## Osservazione
Si tratta di una stella situata nell'emisfero celeste boreale. La sua posizione moderatamente boreale fa sì che questa stella sia osservabile specialmente dall'emisfero nord, in cui si mostra alta nel cielo nella fascia temperata; dall'emisfero australe la sua osservazione risulta invece più penalizzata, specialmente al di fuori della sua fascia tropicale. La sua magnitudine pari a 5,2 fa sì che possa essere scorta solo con un cielo sufficientemente libero dagli effetti dell'inquinamento luminoso.
Il periodo migliore per la sua osservazione nel cielo serale ricade nei mesi compresi fra fine agosto e dicembre; nell'emisfero nord è visibile anche fino alla metà dell'inverno, grazie alla declinazione boreale della stella, mentre nell'emisfero sud può essere osservata limitatamente durante i mesi della primavera australe.

## Caratteristiche fisiche
La stella è una gigante giallo-arancione di tipo spettrale classificato da G8 (Simbad) a K0III; la sua massa è 2,2 volte quella del Sole mentre il raggio è 11 volte superiore. Possiede una magnitudine assoluta di 0,8 e la sua velocità radiale negativa indica che la stella si sta avvicinando al sistema solare.

## Pianeta
Nel 2008 è stato scoperto un pianeta, 14 Andromedae b, denominato Spe, orbitante attorno alla stella con una massa superiore alle 4,8 masse gioviane. Si tratta di un gigante gassoso, la sua orbita lo pone a circa 0,83 U.A. di distanza dalla stella madre, mentre il periodo orbitale è di 186 giorni.

### Prospetto sul sistema
| Pianeta | Tipo            | Massa      | Periodo orb.         | Sem. maggiore | Eccentricità |
| ------- | --------------- | ---------- | -------------------- | ------------- | ------------ |
| b (Spe) | Gigante gassoso | >4,6838 MJ | 185,84 ± 0,23 giorni | 0,83 UA       | 0            |